# Кальцифікація
Кальцифікація (англ. calciphication, нім. Kalziphikation) –
- у хімії та мінералогії — метасоматичний процес, при якому кварц заміщується кальцитом.[1]
- у медицині — звапніння в тканинах і органах. Наприклад, фізіологічне звапніння судинних сплетінь бічних шлуночків мозку, звапніння посттравматичних гематом, постін'єкційне звапніння в сідничних м'язах. За патогенезом можна виділити кальцифікати: дистрофічні, особливо в ділянках некрозу тканин, в тому числі в пухлинах; метаболічні — на ґрунті порушень фосфорно-кальцієвого обміну (напр. відкладення солей кальцію в середній оболонці артерій при гіперкальціємії або пухлиноподібні кальцифікати у хворих з ренальною остеодистрофією); паразитарні (в стінці загиблої кісти, в головному мозку при цистицеркозі та токсоплазмозі). Солі кальцію містять жовчні або сечові камені, хрящові тіла в порожнині суглоба при синовіальному хондроматозі та ін. Звапніння в тканинах і органах виявляється рентгенологічно. Найчутливіший метод — комп'ютерна томографія.[2]